# Mariusz Cieślik
Mariusz Cieślik (ur. 1971) – polski dziennikarz, prozaik, autor programów telewizyjnych, satyryk, scenarzysta i reżyser. 

## Biografia
Opublikował zbiór opowiadań Śmieszni kochankowie (2004), powieść Święto wniebowzięcia (2005), współautor książki Jak zostałem premierem (2012, z Robertem Górskim) i biografii Jaruzelski: życie paradoksalne (2015, z Pawłem Kowalem). Autor sztuki Zupełny Bareja (Teatr Polskiego Radia, 2018), na podstawie której powstaje film biograficzny poświęcony Stanisławowi Barei. Dramaturg przy spektaklu Gould (Narodowy Stary Teatr w Krakowie, 2018). 
Prowadził programy o literaturze: Xięgarnia (TVN 24, 2012–2013), Spis treści (Polsat News, 2014–2015), Koło pióra (TVP Kultura, 2019–2020) oraz talk-show kulturalne Tego się nie wytnie (TVP Kultura, 2020-2021). Jako dziennikarz był związany z TVP, TV4, Gazetą Wyborczą, Życiem Warszawy, Wprost, Newsweekiem oraz Rzeczpospolitą, gdzie wciąż publikuje felietony. Wspólnie z Robertem Górskim dla dziennika Rzeczpospolita tworzył rubrykę satyryczną Polska od ucha do ucha (dodatek Plus Minus, 2016-2023). Duet rozwinął swoją współpracę w ramach cotygodniowego podcastu Górski & Cieślik. Polska od ucha do ucha. (rp.pl, 2022-2023). W satyrycznym stylu komentowali aktualności i przewidywali przyszłość. 
W latach 2016–2017 kierował działem zagranicznym Instytutu Książki i był odpowiedzialny m.in. za prezentację polskiej literatury na London Book Fair (2017) – największych targach książkowych Wielkiej Brytanii, gdzie Polska była Market Focus (odpowiednik gościa honorowego). 
W latach 2018–2020 był zastępcą dyrektora Programu 3 Polskiego Radia, a do 20 maja pracował jako prowadzący audycje Klub Trójki, Kwestia kultury i Przodownicy lektury. II reżyser i scenarzysta Koncertu Dla Niepodległej organizowanego w stulecie odzyskania niepodległości (TVP, TVN, Polsat, 2018).  
Był członkiem Kapituły Nagrody Specjalnej Identitas przyznającej wyróżnienia dla monografii historycznych oraz prac z zakresu humanistyki i literatury pięknej. 
W 2022 zadebiutował jako reżyser filmem dokumentalnym realizowanym na zamówienie TVP Wszystkie role Stanisława Barei. Rok później wyreżyserował film Fenomen Fogga, a w roku 2025 wspólnie z Markiem Sierockim zrealizował filmy Romuald Lipko - niezapomniane melodie i Jerzy 'Duduś' Matuszkiewicz. Wspomnienie.
W 25 rocznicę śmierci Zbigniewa Herberta zrealizował widowisko biograficzne Herbert. Rekonstrukcja poety. W tym samym roku dla Teatru Polskiego Radia przygotował adaptację jednego z wątków Baketu Jarosława Marka Rymkiewicza zatytułowaną Księżniczka Sprawy Bożej

## Tematyka twórczości
Pisarz analizuje wzory męskości (od pokrzywdzonego kochanka po bezmyślne macho). Niemal w całości poświęcił ich odczytaniom Śmiesznych kochanków, zbiór doceniony przez Jana Zielińskiego również za „słuch na cudzą mowę”. Jarosław Klejnocki na łamach Polityki porównał opowiadania z tej książki z Dniem świra Marka Koterskiego. Opowiadania zostały książką miesiąca Magazynu Literackiego „Książki”. W Święcie wniebowzięcia, poza opowieścią o rodzinach Kordów i Górskich, Cieślik na czoło wysunął stereotyp historii z lat 80. i lat 90. (na początku których królowało disco polo ustępujące schyłku dekady muzyce techno) i III RP. Dzieje rodzin, ich awansów społecznych i rozpadu autor sprowadził do znanego od zarania literatury schematu miłości potomków. Ich uczucie – czego Cieślik jest dokładnie świadomy – jest totalne, idealne i w gruncie rzeczy niemożliwe. W tle toczy się spór postaw: frustrata i toksycznego ojca, dyrektora PGR-u, inżyniera Górskiego z opozycjonistą o nieskazitelnym morale, doktorem Kordą, przyszłym członkiem rządu. Dariusz Nowacki w recenzji książki w „Gazecie Wyborczej” pisał o pogodzeniu się autora z faktem, że żyjemy w banalnej codzienności, oczekując na swoje „święto wniebowzięcia”.

## Dzieła
- „Śmieszni kochankowie” Warszawa 2004
- „Święto wniebowzięcia” Warszawa 2005
- „Jak zostałem premierem” Kraków 2012
- „Jaruzelski: życie paradoksalne” Kraków 2015
- „Zupełny Bareja” Teatr Polskiego Radia, 2018[6]
- „W imię ojca i syna” Teatr Polskiego Radia, 2021
- "17 albo traktat o nieistnieniu" Teatr Polskiego Radia, 2023

## Filmografia
Scenariusz:
- "Anioł stróż" (2005, odc. 1, 2, 9)
- "Prawdziwe życie. Prawnicy" (2013)
- "Wszystkie role Stanisława Barei" (2022)[6]
- "Teściowie" (2023, odc. 1-20)[12]
- "Fenomen Fogga" (2023)[7]
- "Romuald Lipko - niezapomniane melodie" (2025)[8]
- "Jerzy 'Duduś' Matuszkiewicz. Wspomnienie" (2025)[9]

Reżyseria:
- "Wszystkie role Stanisława Barei" (2022)[6]
- "Herbert. Rekonstrukcja poety" (2023)[10]
- "Fenomen Fogga" (2023)[7]
- "Romuald Lipko - niezapomniane melodie" (2025)[8]
- "Jerzy 'Duduś' Matuszkiewicz. Wspomnienie" (2025)[9]